# Castillo de Albero Bajo
El Castillo de Albero Bajo, también conocido como Castillo de los Sé y Castro, es como se denomina al edificio de finales del siglo XI localizado en la población oscense de Albero Bajo, en Huesca.

## Historia
La población fue conquistada en el 1093 durante el reinado de Sancho Ramírez y a partir de entonces se sucedieron varias tenencias, aunque el edificio actual es una residencia señorial fortificada de la Baja Edad Media, siendo en el siglo XIII propiedad de Jimeno Gonzáles de Pomar y en el 1429 era de Pedro de Castro, barón de Fréscano, siendo a través de él que se vinculó el edificio a las familias Sé y Castro, quienes también eran vizcondes de Ebol e Illa en Cataluña.
Ya a finales del siglo XVI pertenecía al conde de Guimerá que al morir sin descendencia pasó a los Villahermosa.
A finales del siglo XVIII se encontraba en mal estado y era utilizado como granero para los tributos señoriales.
En el siglo XX sufrió muchas transformaciones al convertirse en almacén agrícola.

## Descripción
El conjunto tiene una planta rectangular de aproximadamente 26 x 16 metros. El edificio conserva únicamente su parte baja, de sillería, ya que el resto ha sido transformado y se integra en un edificio que sirve de almacén. 
En la parte inferior de los muros sur y oeste aun hay sillares de piedra arenisca, pudiéndose ver en el ángulo que forman en el lado sur dos paredes de la torre rectangular, con la base en talud y un ventanuco apuntado. Hay dos paños originales de otra torre de similar estructura que subsisten en el extremo nororiental, arrancando de un basamento escalonado.
Se pueden apreciar también restos de vanos y puerta y alguna aspillera.